# Antonín Charouz
Antonín Charouz (* 1. července 1954 Ledeč nad Sázavou) je bývalý automobilový závodník, později podnikatel, zakladatel Charouz Holding. Jeho synové Jan Charouz (* 1987) a Petr Charouz (* 1991) jsou rovněž oba automobiloví závodníci.

## Podnikání
Antonín Charouz podnikal v malém již před sametovou revolucí, a to zejména organizováním různých závodů. Sám závodil v zahraničí, například založil první motokárovou školu jezdců. Po revoluci se stal prvním dealerem značky Ford v bývalých komunistických zemích. V roce 1994 založil firmu Charouz Holding, kde se prodávalo až 30 000 aut ročně v 30 zastoupeních.[zdroj?]
Antonín Charouz v roce 1999 založil novou firmu Charouz Group a začal do ní přesouvat majetek z Charouz Holding. Něco přešlo na státní Českou konsolidační agenturu (ČKA). Ve státní ČKA zůstala ztráta přes 5,5 miliard Kč a Antonínu Charouzovi zůstala cenná aktiva (např. HC Sparta Praha nebo BPA sport marketing). V BPA vlastnil televizní práva na A1 Grand Prix (A1GP), FIA GT, Deutsche Tourenwagen Masters (DTM), Formula 3 Euro Series, Extraligu ledního hokeje a další pro území České republiky. V současné době[kdy?] je majitelem reklamní agentury BMP, Redemptor, televize Sport 5, která byla založena v roce 2008. Je dealer Hyundai, Ford,  Exclusive cars.[zdroj?]

## Automobilový závodník
V sezoně 2008 rozšířil svou sbírku titulů na osmatřicet. K největším milníkům jeho kariéry patří dva tituly evropského šampióna v závodech do vrchu z let 1985 (skupina B) a 1992 (skupiny N). Třikrát startoval v Americe v závodě do vrchu Pikes Peak, v roce 1994 zde vyhrál kategorii High Performance Showroom Stock. Antonín Charouz je také jediným českým jezdcem, jenž dokázal vyhrát závod mistrovství světa v závodech cestovních automobilů na okruzích. K dalším významným úspěchům Antonína Charouze na zahraničních tratích patří titul mistra Rakouska v závodech do vrchu (1992) nebo vítězství v Poháru FIA - Zóna Střední Evropa v závodech na okruzích (2005). Na domácí scéně automobilového sportu získal již více než třicet mistrovských titulů a to jak na okruzích tak v závodech do vrchu i v automobilových soutěžích. S vozem Mercedes-Benz AMG C-Klasse DTM se pravidelně účastní podniků Mezinárodního mistrovství České republiky v závodech na okruzích Divize 4. Antonín Charouz je také pětinásobným vítězem ankety Zlatý volant v kategorii závody na okruzích (1985, 1988, 1989, 1990 a 1992) a držitelem mnoha dalších trofejí, včetně ceny Fair play udělované Mezinárodním olympijským výborem.
- 41 mistrovských titulů
- účastník Mistrovství Evropy v závodech automobilů do vrchu sk. B (1985)
- účastník Mistrovství Evropy v závodech automobilů do vrchu sk. N (1992)
- mistr FIA - Zóna Střední Evropa v závodech automobilů na okruzích (2005)
- 8× mistr Československa v závodech do vrchu
- 7× mistr Československa v závodech automobilů na okruzích
- 16× mistr České republiky v závodech automobilů na okruzích
- vítěz závodu Pikes Peak v kategorii High Performance Showroom Stock (1994)
- vítěz závodu mistrovství světa cestovních vozů na okruzích (1987)
- mistr Rakouska v závodech do vrchu (1992)
- mistr ČSR v automobilových soutěžích (1976)
- zakladatel agentury BPA sport marketing
- manažer závodních jezdců Tomáše Engeho, Jarka Janiše, Erika Janiše, Jana Charouze a Stefana Mückeho
- zakladatel závodu Ford Fiesta Cup v ČR
- pořadatelství závodu Euro F3000, DTM a A1GP v ČR
- 5× vítězem ankety Zlatý volant[5]
- cena Fair play od mezinárodního olympijského výboru

## Manažer závodních jezdců
V roce 1993 založil agenturu Bohemian Promotion Agency (později BPA sport marketing a.s.), původně za účelem organizačně i finančně podporovat české závodní jezdce. Postupně se aktivity BPA sport marketing rozrostly v organizaci dalších motoristických akcí, které podpořily rozvoj motoristického sportu v České republice.
Prostřednictvím agentury BPA se Antonín Chrarouz podílel nejen na konání domácích automobilových šampionátů, které po společenské stránce pozvedl na evropskou úroveň, ale také na naše tratě přivedl celou řadu zajímavých závodů. Nejprve Ford Fiesta Cup, který se svého času stal hitem domácí motoristické scény, a později i další série: formuli Ford, formuli BMW, závod seriálu Euro F3000, v letech 2004 a 2005 to byl prestižní šampionát DTM a v letech 2006 a 2007 také seriál A1GP Světový pohár motoristického sportu.
BPA se starala a stará i o řadu našich jezdců, kteří se postupně začali prosazovat na zahraničních tratích. Asi nejznámějším z nich je Tomáš Enge, který se v roce 2001 stal prvním Čechem závodícím ve formuli 1 a později se pravidelně objevoval v elitní americké sérii IRL, zářil při „čtyřiadvacetihodinovce“ v Le Mans a v současnosti patří k nejlepším jezdcům světa ve vytrvalostních závodech sportovních vozů Grand Turismo. Tomáš Enge ale není zdaleka jediným jezdcem, o kterého se Charouzova společnost stará. V roce 2005 dovedl do světového šampionátu rallye Romana Krestu, Jarek Janiš startoval v šampionátech F3000, DTM, FIA GT i Le Mans Series, jeho mladší bratr Erik Janiš vyhrál mistrovství Evropy motokár třídy ICC125, Škoda Octavia Cup, stal se (2007/2008) jedničkou českého národního týmu v šampionátu A1GP Světový pohár motoristického sportu a posléze se koncentroval hlavně na formulové šampionáty jako Formula 3 Euro Series nebo Formula Master. Ve skupině jezdců nechybí ani Jan Charouz, který od sezony 2007 ohromuje svými výkony v Le Mans Series v prestižní kategorii LMP1, kde patří k absolutně nejrychlejším pilotům vozů s benzinovými motory.

## Zakladatel Charouz Racing System
Antonín Charouz je také zakladatelem týmu Charouz Racing System. Ten ve vlastní režii připravuje závodní, stejně jako soutěžní vozy a nasazuje je do prestižních seriálů, jakými v minulosti byly např. šampionát Formule 3000. Antonín Charouz stál také v čele českého týmu v A1GP a tým Škoda Charouz Racing System - Lola/Judd sbíral úspěchy v sezoně 2007 v seriálu Le Mans Series a zazářil i v legendárním závodě 24 hodin Le Mans, kde v téže sezoně vybojoval při svém debutu fantastické 8. místo absolutně. Také v následující sezoně 2008 Charouz Racing System nasazoval prototypy LMP1 do Le Mans Series (5. místo) a 24 hodin Le Mans (9. místo). V roce 2009 je Charouz Racing System technickým partnerem Aston Martin Racing a s tímto britským týmem spolupracuje na projektech Le Mans Series a 24 hodin Le Mans. Úvodní podnik Le Mans Series v Barceloně dokázala česko-německá posádka prototypu s bondovským startovním číslem 007 vyhrát a v závodě 24 hodin Le Mans skončila na skvělém 4. místě. V barvách týmu jezdí i bývalý ministr za ČSSD Milan Urban.
Úspěchem zakončil i sezónu 2017 v seriálu Formula V8 3.5, kdy jeho stáj Lotus získala titul jak mezi jezdci, tak mezi týmy. Mezi jezdci triumfoval Pietro Fittipaldi, vnuk slavného závodníka Emersona Fittipaldiho. Pro příští sezónu se společnosti Charouz Racing System podařilo získat licenci k provozování týmu v seriálu Formule 2. Pro Českou republiku je to velký úspěch, vždyť závody se jedou na stejných místech a většinou i ve stejných dnech jako závody formule 1.